# 黃國偉
黃國偉，PDSM（英語：Wong Kwok Wai Eddie），基督徒，香港總警司。

## 簡歷
黃國偉於香港理工學院 (現為 : 香港理工大學) 畢業後，先擔任領航員3年，於1986年成功投考加入皇家香港警務處，先後駐守過警察機動部隊、衝鋒隊及毒品調查科等。在任總督察職級時，曾經駐守於東九龍總區特別職務隊。在任高級警司職級時，先後駐守於香港警察學院專業發展學習中心及擔任油尖警區指揮官等等。
2010年，黃國偉晉升為總警司。
2011年8月起，黃國偉擔任警察公共關係科主管，為近年任期比較長的警察公共關係科主管，他上任後隨即約見曾經為記者的警務人員，以了解傳媒的工作需要。同年9月22日，黃國偉與香港傳媒茶敘，坦言警察與記者多次發生摩擦，主要是雙方對事件的看法不同，惟出發點均服務大眾，承諾「有問必答，盡力而為」，日後警察會與傳媒多作溝通，關係將會改善。同年10月，警務處憲委級聯同員佐級人員約見香港記者協會等組織溝通及交流。任內，黃國偉致力改善警察與傳媒之間的關係，多次與傳媒聚會及交流，又積極發放比較以往更多的資訊及消息，並且開發新的平台，促進公眾對警察的了解。對於記者不滿意警察設立的採訪區妨礙工作，於黃國偉上任後，除了保安理由外，警察一律取消採訪區，以方便記者採訪。對於採訪區取消後，衍生記者在罪案現場及一般事件現場隨意行走拍照，惹起前線警務人員擔憂現場環境證供遭受破壞，為保持新聞自由又不得阻止之慮，黃國偉親身帶領資深記者走訪元朗、荃灣、深水埗及黃大仙等等比較多案件的地區與前線警務人員交流，促進雙方線前人員了解，減少工作上的摩擦以及誤會。
對於有突發記者反映案件簡報訊息的數量不足，警務處處長曾偉雄於2012年2月承諾將會研發資訊發佈平台，協助香港傳媒採訪與警察事務相關的報道；同年9月22日，黃國偉領導下的警察公共關係科就此而開創了互動電子平台，針對案件、事件及官方回應等即時向傳媒發布案件的簡報訊息，由以往每日發佈20宗資訊大幅度增加至每日發佈600至700宗。此外，黃國偉領導下的警察公共關係科亦開設了一條特別電話熱線，傳媒每次致電可以最多揀選3宗最具興趣了解的突發新聞及資訊，透過電子郵件獲得相關的基本資料，而獲得最多讚好之項目，警察公共關係科更將會優先發放；此舉大致上取締了以往透過傳真發佈突發新聞及資訊的傳統方式。2013年，黃國偉領導下的警察公共關係科先設立了香港警隊流動應用程式，及後於3月26日開設了香港警務處官方YouTube頻道。
2014年3月27日，黃國偉調任服務條件及紀律科。

## 榮譽
- 香港警察卓越獎章

## 軼事
黃國偉在任警察公共關係科主管期間與香港傳媒的關係良好，而且有問必答，被記者稱呼為「黃大仙」，寓意他有求必應。